# Labeo porcellus
Labeo porcellus är en fiskart som först beskrevs av Heckel, 1844.  Labeo porcellus ingår i släktet Labeo och familjen karpfiskar. IUCN kategoriserar arten globalt som livskraftig. Inga underarter finns listade i Catalogue of Life.